# Mlava
Mlava (srbsky Млава) je řeka v Srbsku. Je dlouhá 118 km a 158 km včetně zdrojnice Tisnica, která pramení v pohoří Kučaj. Název Mlava nese tok od krasové vyvěračky nedaleko Žagubice. 
Na horním toku řeka vyhloubila úzkou rokli Gornjačko-Ribarska klisura, kde se nachází pravoslavný klášter Gornjak. Za ním Mlava protéká nížinou Stig, vytváří mnoho ramen a přibírá přítoky Čokordin a Vitovnica. Významnými městy na řece jsou Petrovac na Mlavi a Požarevac. Nedaleko Kostolace se Mlava vlévá do Dunaje. U ústí byl vybudován umělý kanál Topla Mlava, který je ohříván vodou z místní elektrárny a je využíván k rekreačnímu rybolovu. Na posledních třech kilometrech je řeka splavná. Oblast okolo dolního toku je významnou uhelnou pánví, nacházejí se zde také trosky římského města Viminacium. Povodí řeky má rozlohu 1 210 km². 
V roce 2014 řeka způsobila rozsáhlé záplavy.